# Beaugeay
Beaugeay település Franciaországban, Charente-Maritime megyében. Lakosainak száma 785 fő (2022. január 1.). Beaugeay Moëze, Saint-Agnant, Saint-Jean-d’Angle, Soubise és Marennes-Hiers-Brouage községekkel határos.

## Népesség
A település népességének változása:
| Lakosok száma | 185  | 333  | 452  | 542  | 753  | 760  | 779  | 780  | 780  | 785  |
|               | 1968 | 1982 | 1990 | 2006 | 2013 | 2015 | 2017 | 2019 | 2020 | 2022 |